# Berliet PCR
Le Berliet PCR est un autobus fabriqué par le constructeur français Berliet de 1951 à juin 1956. Présenté au Salon de Paris de 1951, ce modèle était proposé en 2 versions autocar interurbain PCR 10 et autobus urbain PCR 8.

## Histoire
Paul Berliet, qui avait repris la tête de l’entreprise familiale en juillet 1949, constatait que son PCK, conçu en 1935, était devenu complètement obsolète face aux Chausson, Renault ou Isobloc. L’idée de voir le réseau urbain de Lyon s’équiper en Renault ou Chausson le hantait. Les régies de transport réclamaient un super PCK, un véritable autobus qui ne soit pas un camion habillé en autobus, avec un moteur d'une puissance suffisante. Paul Berliet  leur présenta le Berliet PCR, un simple maquillage de l'ancien PCK mais qui aurait pu faire patienter les clients qui n'étaient pas convaincus par le futur PLR avec son moteur à plat. Ce modèle ne répondait toutefois encore pas aux attentes des grandes flottes qui restaient fidèles à Chausson et aux moteurs Somua. L'équipe projet de Paul Berliet va très rapidement mettre au point ce qui, de nos jours, serait appelé une simple mise à jour d'un modèle boudé par le marché.
En voulant trop accélérer son lancement avec le moteur MDZ.H 6 cylindres de 145 Ch placé verticalement à l'avant, de 9.500 cm3 de cylindrée, les techniciens doivent se rendre à l'évidence: le carter moteur n'entre pas dans le châssis de l'ancien PCK ; il va donc falloir lui apporter des modifications. Ils en profitent pour rendre le nouveau modèle moins désuet en avançant le poste de conduite de 40 cm, améliorer les liaisons suspensions-châssis du pont arrière et déplacer le coffre à batteries pour mieux équilibrer les charges. Enfin, ils redessinent la face avant quasi verticale en supprimant l'horrible face inclinée et datée du PCK et ajoutent une casquette de toit pour y intégrer les prises d'air et supprimer (enfin) les entrebâillements de parebrise. Ce dessin de carrosserie est très semblable à celui retenu pour le PLR qui sera lancé l'année suivante.

## La1resérie PCR 8A & 10A

### L'autobus urbain PCR 8A
La version urbaine est mise au point avec le concours d'un ingénieur du réseau lyonnais OTL (Compagnie des Omnibus et Tramways de Lyon, ancêtre des TCL). Le modèle est baptisé PCR 8A. C'est, en fait, un PCK à peine amélioré. Le prototype est construit en fin d'année 1950 et comporte un aménagement avec 2 agents, comme l'imposent les prescriptions du transporteur, 15 places assises et 65 debout. Testé sur la ligne urbaine lyonnaise no 23, il y fait bonne figure avec ses 120 ch, comparé aux anciens PCK de 85 ch. Berliet va placer 62 exemplaires à Lyon et pour la première fois, le 19 mai 1952, avec la suppression des tramways à Lyon, la dernière ligne urbaine à voie métrique, un autobus Berliet PCR (série 1200) à deux agents va circuler sur le réseau urbain de la ville.
Berliet réussira à en placer aussi quelques uns à Marseille, Monaco et Alger. Selon les archives du constructeur, 221 exemplaires ont été fabriqués, 79 autobus urbains immatriculés en France et beaucoup carrossés en fourgon grand volume, une utilisation prisée à l'époque. Quasiment 120 unités ont été exportées mais qui venaient se substituer aux PCK commandés auparavant et ayant subi de gros retards de livraison et dont les clients menaçaient d'annuler la commande, comme ce fut le cas en Argentine qui reçut uniquement et tardivement la moitié des 200 PCK commandés et 100 PCR, Berliet échappant ainsi à de lourdes pénalités.

### L'autocar interurbain PCR 10A
La version autocar, commercialisée en fin d'année 1951, est nommée PCR 10A. Selon les services commerciaux de l'époque, les ventes auraient été volontairement restreintes pour ne pas trop concurrencer le PLR qui ne sera disponible que l'année suivante. Malgré la faible différence entre le PCK et le PCR, le prix réclamé au client est en hausse de 7,4% pour avoir un modèle à peine amélioré et dont la hauteur de plancher n'a même pas été abaissée mais augmentée de 1 cm !. Berliet ne produira que 200 exemplaires du PCR 10A jusqu'en octobre 1953, 122 avec une carrosserie standard Berliet et 78 châssis nus qui recevront des carrosseries spécifiques françaises Amiot, Belle-Clot, Dubos, Gangloff, Heuliez ou Le Bastard, ou étrangères, espagnole Ayats ou italienne Orlandi.
 Rappel de la dénomination des autobus Berliet de cette époque: le P est réservé au transport de personnes : PH, PCM, le C désigne les versions à moteur vertical placé à l'avant et encombrant largement l'habitacle, le H les versions à moteur horizontal sous le plancher, le R celles à moteur arrière.

## Le PCR 10B
La clientèle va rapidement reprocher au modèle PCR 10A de 43/51 places (43 fauteuils plus 8 strapontins) de manquer de capacité face aux concurrents qui offrent des modèles 45/57 places. Le moteur Berliet MDZ 6 cylindres développant 145 Ch est alors remplacé par la version 150 Ch qui bénéficie d'un meilleur refroidissement. Le châssis du tout nouveau modèle PLB n'étant pas surbaissé, Berliet conserve le vieux châssis du PCK modifié pour le PCR 10A, dont l'empattement de 5,80 mètres est conservé mais le porte à faux avant est allongé de 387 mm et le porte à faux arrière de 115 mm. 
L'autocar mesure désormais 10,913 mètres. La hauteur du châssis a pris de la hauteur, passant de 62 à 65 cm du sol, ce qui pénalise un peu plus l'accessibilité. Cette version allongée dispose par contre, enfin, d'une servocommande pneumatique sur la direction. Les quelques retouches apportées au dessin de la carrosserie le font encore plus ressembler au PLR lancé en 1953 au point que les dépliants publicitaires mélangent les photos des deux modèles.
L'aménagement intérieur comprend désormais 11 rangées de sièges avec un strapontin dans l'allée centrale de 41 cm, mais le très encombrant capot moteur placé à l'avant et qui réduit toujours autant le volume du poste de conduite, a imposé de déplacer le siège passager situé à l'avant droit, placé symétriquement à celui du conducteur sur le PCR 10A, à l'avant gauche, juste derrière le conducteur, coincé contre le capot moteur. Mais avec ses 57 places théoriques, le PCR 10B est l'autocar qui offre le plus grand nombre de places assises parmi les constructeurs français. La soute dispose d'un volume de 2,20 m3.
Berliet a fabriqué 249 exemplaires du PCR 10B, portant les numéros de châssis de la série P.6200, d'octobre 1953 à octobre 1954.

## Le PCR 10C
Avec les nouvelles règles du code de la route français qui vont finalement imposer, comme ailleurs en Europe, le double circuit de freinage et des pneumatiques classés "E" et non plus "D", Berliet renomme son autocar PCR 10C dont la fabrication va débuter en octobre 1954. Seulement 101 exemplaires seront fabriqués jusqu'en juin 1956. Les 6 derniers exemplaires sortis d'usine en juin 1956 seront désignés PCR 10Cb car ils ont bénéficié d'un frein de secours pneumatique sur la transmission.

### Le PCR face à ses concurrents
Comme très souvent dans ce secteur du transport de personnes, les modèles Berliet ne brillent pas. Arrivé tard sur le marché, le constructeur lyonnais court toujours après ses principaux concurrents que sont Renault et Chausson, l'autre constructeur lyonnais Rochet-Schneider ayant disparu. Berliet a toujours beaucoup de peine à trouver ses marques. Trop souvent nettement plus cher que ses concurrents, avec des modèles trop lourds, ce qui se traduit par une consommation plus importante. Sa part de marché est restée faible mais Berliet s'est consolé avec un éphémère succès inattendu à l'exportation vers l'Afrique du nord mais surtout Cuba où ses rapports étroits avec les dirigeants cubains, puis avec Fidel Castro, lui ont ouvert ce petit marché.
Il faudra attendre le nouvel autocar, le PLH à structure treillis qui sera lancé en fin d'année 1956 pour voir enfin un modèle à succès, la gamme PH. Sur les 350 PCR 10 fabriqués, seuls 120 ont circulé en France.